# Aloe ankaranensis
Aloe ankaranensis é uma espécie de liliopsida do gênero Aloe, pertencente à família Asphodelaceae.